# San Calepodio
Calepodio, Calepodius in latino (... – 232), è stato un presbitero romano.
Subì il martirio insieme ad altri sotto l'imperatore Alessandro Severo. La Chiesa cattolica lo venera come santo.

## Biografia
Il nome Calepodio deriva dal soprannome di una famiglia latina e significa "che ha bei piedi".
Quello che sappiamo della sua vita è limitato a quanto diceva il Martirologio Romano precedente l'attuale edizione del 2001, alla data del 10 maggio:
San Calepodio non compare, invece, nell'attuale Martirologio Romano.

## Culto
La Chiesa lo ricorda il 10 maggio.
Il santo fu sepolto da papa Callisto I, che gli dedicò la catacomba sita al III miglio della Via Aurelia. Il suo corpo, insieme a quello di papa Cornelio e di papa Callisto I, fu rinvenuto nella basilica di Santa Maria in Trastevere da papa Gregorio IV, che li depose ai piedi dell'altare maggiore e mandò alcune reliquie a Fulda ed a Cysoing.